# 暁雪
暁 雪（あかつき ゆき）は、日本のライトノベル作家。

## 来歴
2014年、第10回MF文庫Jライトノベル新人賞佳作を受賞した。審査員講評では「会話劇のセンスが輝いていました」と評された。以後、数々の作品を出している。

## 作品リスト
- 『ひとりで生きるもん！』（イラスト：へるるん、MF文庫J、全2巻）
  1. 2014年11月25日発売 ISBN 978-4-04-067176-5
  2. 2015年3月23日発売 ISBN 978-4-04-067399-8
- 『異世界とわたし、どっちが好きなの？』（イラスト：へるるん、MF文庫J、既刊2巻）
  1. 2016年6月21日発売 ISBN 978-4-04-068334-8
  2. 2016年10月25日発売 ISBN 978-4-04-068678-3
- 『今日から俺はロリのヒモ！』（イラスト：へんりいだ 、MF文庫J、既刊6巻）
- 『ラストピリオド -終わりなき螺旋の物語-』（原作：Happy Elements、カバーイラスト：高橋みか、イラスト：荻pote、MF文庫J、既刊1巻）